# Frente de Bachilleratos Populares de la CTA-A (Argentina)
El Frente de Bachilleratos Populares de la CTA-A se creó en el año 2013 y pertenece a la Central de Trabajadores de la Argentina Autónoma. El Frente de Bachilleratos Populares es un ámbito de formación política y pedagógica de los Bachilleratos Populares que lo integran. Es un espacio dentro de la CTA-A donde se aborda la discusión acerca de las políticas públicas vinculadas al campo de la educación, especialmente en lo que respecta a la educación de jóvenes y adultos en la Ciudad de Buenos Aires.

## Historia
El Frente de Bachilleratos fue creado a fines del año 2013 como espacio político en pos de articular el accionar y desarrollo de los Bachilleratos Populares que forman parte del mismo. Desde sus inicios acompañó los reclamos y actividades desarrolladas por los Bachilleratos que lo componen con el objetivo de lograr el reconocimiento oficial por parte del Estado. Los Bachilleratos Populares que lo conforman se encuentran ubicados en fábricas recuperadas por los y las trabajadores, en Cooperativas de Vivienda y en territorios de la Ciudad de Buenos Aires donde las demandas de escuelas públicas para jóvenes y adultos se encuentran en constante crecimiento. A su vez, los Bachilleratos Populares que forman parte del Frente, son escuelas públicas y populares que nacen en el marco de los Movimientos Sociales en Argentina posterior a la Crisis del 2001.
Los Bachilleratos Populares que actualmente lo componen son:
- Bachillerato Popular Miguelito Pepe MOI-CTA A[12]

- Bachillerato Popular Alberto Chejolán MOI-CTA A
- Bachillerato Popular IMPA CEIP-H[13]
- Bachillerato Popular Salvador Herrera Mesa Territorial de la CTA
- Bachillerato Popular Graciela Acosta MTL
- Bachillerato Popular Sol del Sur CEIP-H
- Bachillerato Popular SOHO CEIP-H
- Bachillerato Popular Maderera-Córdoba CEIP-H